# Lyulka AL-7

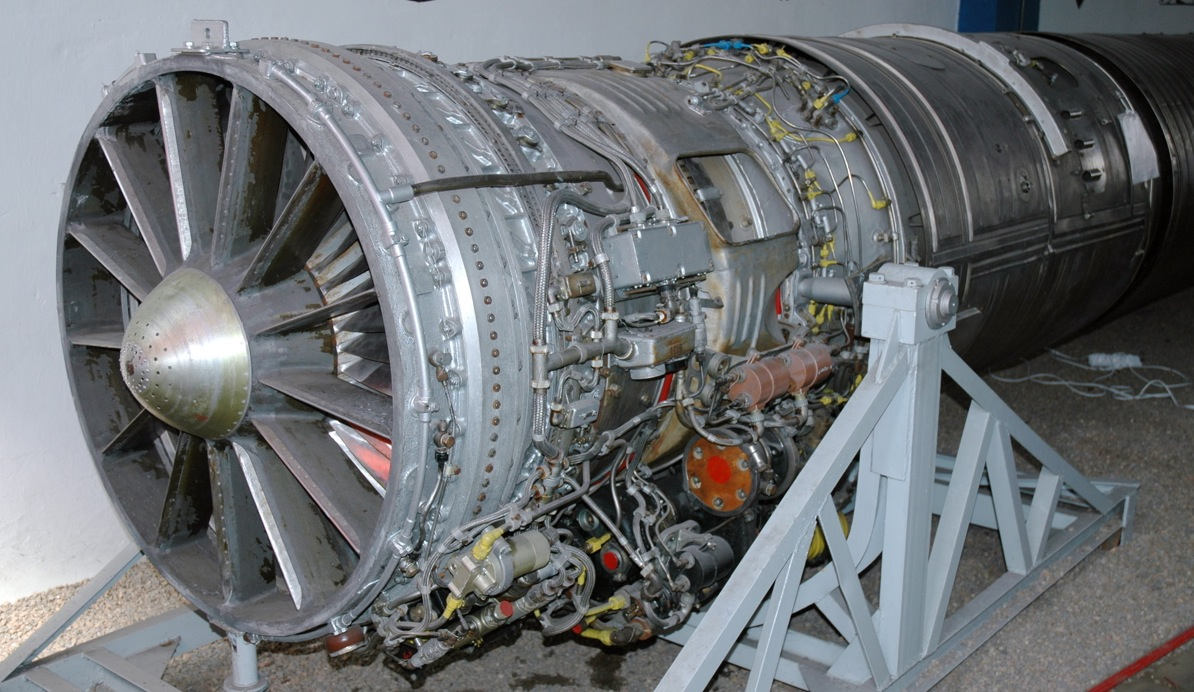
Lyulka AL-7F.

El Lyulka AL-7 era un turborreactor diseñado por Arkhip Mikhailovich Lyulka y producido por la Oficina de Diseño Lyulka. El motor fue producido entre 1954 y 1970.

## Diseño y desarrollo
El AL-7 tiene un flujo de aire supersónico a través de la primera etapa del compresor. El prototipo TR-7 desarrolló 63,7 kN (6500 kgf) de empuje cuando fue probado en 1952, y el motor fue inicialmente destinado al bombardero Ilyushin Il-54. La versión de postcombustión AL-7F fue creada en 1953. En 1957, Su-7 equipados con AL-7F superaron los Mach 2 a 18.000 m (70.900 pies), lo que condujo a la producción del Su-7B y los Su-9 'Fishpot' equipado con este motor. El motor fue aprobado para el Tu-128 "Fiddler" en 1960, y fue utilizado en el misil de crucero AS-3 'Canguro' . El bote hidroavión jet Beriev Be-10 usó unos AL-7PB sin postcombustión con palas del compresor de acero inoxidable .

## Versiones
- AL-7: prototipo, marzo de 1953.
- AL-7F-1: primera versión de serie con cámara de postcombustión. Equipaba a los Sukhoi Su-7 , Su-7B. 1959.
- AL-7F-2: segunda versión de serie, venía con una segunda etapa de la turbina y las etapas octava y novena del compresor. Equipó a los Sukhoi Su-9 y Sukhoi Su-11. 1960.
- AL-7PB: se reemplazó la cámara de poscombustión. Motorizaba los Beriev Be-10 y Tupolev Tu-110. 1961.
- AL-7F-4: 1962.
- AL-7FK: 1958.

## Especificaciones (AL-7F)
Características generales
- Tipo: turborreactor con postcombustión
- Longitud: 6650 mm
- Diámetro: 1300 mm
- Peso en vacío: 2010 kg
- Compresor: compresor axial de 9 etapas

Rendimiento
- De empuje:
  - 67,1 kN, potencia militar
  - 98,1 kN con postcombustión
- Relación de compresión: 9,5:1
- Temperatura de entrada de turbina: 860 °C
- Consumo específico de combustible:

- 95,0 kg/(h·kN) en ralentí
- 98,9 kg/(kN h) a potencia militar
- 229,0 kg/(h·kN) con postcombustión

- Potencia-peso: 3,4 kgf/kg